# Heinrich Westermann
Heinrich Westermann (* 15. März 1855 in Lütgendortmund; † 20. März 1925 ebenda) war ein deutscher Politiker (DVP).

## Leben und Wirken
Nach dem Besuch der Volksschule in Lütgendortmund und der Realschule in Dortmund wurde Westermann, der evangelischer Konfession war, auf dem Hof seines Vaters zum Landwirt ausgebildet. Nach dem Besuch der landwirtschaftlichen Hochschule in Halle ließ Westermann sich als Landwirt in Lütgendortmund nieder. Dort wurde er mit der Zeit Vorstandsmitglied der Landwirtschaftskammer der Provinz Westfalen und des Deutschen Landwirtschaftsrates.
Von 1899 bis 1918 gehörte er für die Nationalliberale Partei (NLP) dem Preußischen Abgeordnetenhaus und von Juni 1903 bis Januar 1907 dem Reichstag des Kaiserreiches als Vertreter des Wahlkreises Arnsberg 7 (Hamm-Soest) an. Von 1889 bis 1904 und von 1908 bis 1919 gehörte er dem Provinziallandtag der Provinz Westfalen an.
Nach dem Ersten Weltkrieg trat Westermann in die Deutsche Volkspartei (DVP) ein. Von Juni 1920 bis Mai 1924 saß Westermann als Abgeordneter für seine Partei im ersten Reichstag der Weimarer Republik, in dem er den Wahlkreis 20 (Westfalen-Süd) vertrat.